# برنارد کاون
برنارد کاون (انگلیسی: Bernard Cowan؛ ۱۹۲۲ - ۱۷ ژوئیهٔ ۱۹۹۰) بازیگر، صداپیشه و فیلم‌نامه‌نویس اهل کانادا بود.
از فیلم‌ها یا مجموعه‌های تلویزیونی که وی در آن‌ها نقش داشته است، می‌توان به رابین‌هود فضایی اشاره نمود.